# Rowena (inslagkrater)
Rowena is een inslagkrater op de planeet Venus. Rowena werd in 1994 genoemd naar Rowena, een Keltische meisjesnaam.
De krater heeft een diameter van 19,5 kilometer en bevindt zich in het quadrangle Rusalka Planitia (V-25) in de laagvlakte Rusalka Planitia.